# アッチャーノ
アッチャーノ（イタリア語: Acciano）は、イタリア共和国アブルッツォ州ラクイラ県にある、人口約300人の基礎自治体（コムーネ）。

## 地理

### 位置・広がり

#### 隣接コムーネ
隣接するコムーネは以下の通り。
- カポルチャーノ
- モリーナ・アテルノ
- ナヴェッリ
- サン・ベネデット・イン・ペリッリス
- セチナーロ
- ティオーネ・デッリ・アブルッツィ

## 行政

### 分離集落
アッチャーノには、以下の分離集落（フラツィオーネ）がある。
- Beffi, Roccapreturo, Succiano, San Lorenzo